# 前野辰定
前野 辰定（まえの ときさだ / たつさだ）は、安土桃山時代後期から江戸時代前期にかけての武将。初めは播磨姫路藩に仕え、後に阿波徳島藩御譜代衆となった。

## 生涯
尾張国の前野右近大夫澄定の嫡男に生まれる。生年は不詳だが、初めは前野長康の家臣であったとされるので、少なくとも文禄4年以前ということになる。母は美濃国の稲葉佐渡守通勝の娘である。初め前野左馬亮を名乗ったという。後に前野兵大夫辰定と改名した。
慶長17年（1612年）3月24日、父の澄定が病死し、二年後の慶長19年（1614年）に美濃国に退居した。美濃国には叔父の坪内利定の家系が大身旗本として新加納陣屋に拠点を置いていた。
同年、大坂の陣では瑞雲院（蜂須賀家政）に召し出されて随い、峻德院（蜂須賀至鎮）旗下で戦ったという。その帰陣の供をして、元和元年（1615年）9月、阿波国名西郡南嶋村に知行400石を賜った。
正室には兼松摠右衛門某の娘を迎え、二男一女をもうけた。前野助左衛門自性の娘も兵大夫の室とされている。後に家督を嫡男の前野定辰に継承した。
寛永元年（1624年）、蜂須賀家政が宮後村八幡社を再建、御本殿を寄進した。この社の社人は三輪若狭といって蜂須賀氏の縁者であり、宮後村といえば家政の生まれ育った場所であったため、本殿の壮厳さやその普請はとても大規模なものであったという。その落成に応じて、在所に由縁のある稲田植次、前野伝左衛門と共に、御名代衆として落成の無事を祝う言葉を伝えるため生駒屋敷に向かった。辰定らが代参する旨は、参勤明けの途路にあった蜂須賀家一行が東海道熱田の渡し口で船を待っている時に生駒屋敷の生駒利豊に急度伝えられたことであった。そのため、この事を聞いたかつての前野家一党である野田清助門（前野義康の子）、吉田雄翟（（小坂）前野雄吉の孫）、吉田正直（前野長康の甥）らが急いで在地の地下衆を総動員し、三人衆を出迎えた。名代三人衆は社に昇殿した後三輪若狭宅にて湯茶を飲み、夜は生駒屋敷に泊まった。翌日は熱田まで帰る予定であったが、前野一党縁故の者が前野村で待っており、この機会を逃しては再度会うこともないので自宅に立ち寄って欲しいと吉田雄翟が懇願した。三人衆はこれを了承し、宮後村に隣接する前野村の屋敷を訪れた。ここにはかつての前野一族が吉田、野田、岩田などと名を変えて住んでいたが、辰定ら知己の者は激減していた。それでもその数少ない生き残りの者たちは本家筋にあたる辰定らとの再会を喜び、吉田雄翟は辰定から生駒騒動について聞いたことを書き記して残した。
寛永20年（1644年）3月3日、南嶋村から淡路国三原郡内に移り、剃物を賜って由良浦屋敷に隠居した。
万治2年（1659年）10月14日、病死した。

## 氏族
前野氏は、良岑朝臣の末裔である尾張国二宮大縣神社大宮司家の立木田家から派生する。苗字は、良岑高成（立木田高成）が上総広常の娘を賜り、二人の子である高長が、母親の生地（常陸国筑波郡前野）の地名にちなんでその地を前野村（尾張国丹羽郡前野村（現在の愛知県江南市前野町〜大口町辺り））と称し、自らも前野を名乗ったことに由来する。四代目時綱の代から正式に前野を名乗るようになった。辰定流前野家は血統上は藤原北家利仁流富樫氏族坪内氏の系統にあたる。富樫氏は加賀国の守護大名であり、坪内家は加賀から尾張へ移住した富樫家の分家にあたる。また、この系統上の前野重純は出羽国秋田郡前野の地から私的に前野の名を称している。辰定流前野家は丸に洲浜紋を使用した。

## 系譜
- 祖父：坪内玄蕃勝定
- 父：坪内右近大夫澄定
- 母：稲葉佐渡守通勝娘
- 正室：兼松摠右衛門某娘
  - 男子：前野孫大夫定辰
  - 女子：今田六郎左衛門恒知室
  - 男子：牧野傳兵衛某（為牧野清兵衛某養子）
- 側室：前野助左衛門自性娘？